# Онут
Ону́т (укр. Онут) — село в Окнянской сельской общине Черновицкого района Черновицкой области Украины.
До 2020 года входило в Заставновский район.
Население по переписи 2020 года составляло 539 человека. Почтовый индекс — 59434. Телефонный код — 3737. Код КОАТУУ — 7321586401.
Летописный град Онут располагался на невысокой террасе правого берега Днестра, возле современного села Онут.